# Найда Іванна Анатоліївна
Іва́нна Анато́ліївна На́йда (нар. 26 вересня 1971, Київ, СРСР) — генеральна продюсерка нішевих каналів 1+1 Media, українська тележурналістка, телепродюсерка. Заслужена журналістка України.

## Освіта
- Київський технікум радіоелектронного приладобудування
- Інститут журналістики Київського національного університету імені Тараса Шевченка
- 2017 — МІМ, Магістр ділового адміністрування
- 2017 — Tepper school of business, Courses in Healthcare in the US, Strategic Thinking, Strategic Leadership, Business Case Competition, Leadership and Communication, Decision Making and Leadership Communication, Power and Influence in Organizations, Cyber Security and the International Strategic Competition
- 2018 — Києво-Могилянська бізнес-школа, курс «Digital Marketing Strategy для власників»
- 2018 — Києво-Могилянська бізнес-школа, курс «Стратегічний маркетинг для ТОП-ів»
- 2021 — Києво-Могилянська бізнес-школа, «Школа Стратегічного Архітектора»

## Журналістська діяльність
- Із 1996 р. працювала кореспонденткою в інформаційно-аналітичній програмі «Післямова» Олександра Ткаченка.[2]

- Із грудня 1996 р. брала участь у створенні Телевізійної служби новин (ТСН) під керівництвом Олександра Ткаченка на телеканалі «1+1» й працювала там кореспонденткою.

- У 1998 році була журналісткою в програмі «Обличчя світу» Олександра Ткаченка, яка виходила на телеканалі «Інтер».

- Упродовж 1999—2002 років була ведучою програми новин «Репортер» на «Новому каналі», брала участь в журналістському проєкті «Спецрепортер». У вересні 2002 р. разом із ведучим «Репортера» Андрієм Шевченком та шеф-редактором Ігорем Кулясом відмовилась виходити в ефір на знак протесту проти утисків свободи слова, зокрема, нав'язування журналістам «згори» так званих «темників» [3]. Водночас, після протесту І.Найда залишилась працювати на «Новому каналі».
- Восени 2004 року під час виборів Президента України 2004 р. і Помаранчевої революції знову вийшла в інформаційний ефір на «Новому каналі» разом із Олександром Ткаченком.
- Деякий час працювала на телеканалі «Сіті».
- З жовтня 2007 по 2011 рік була ведучою новин на «Першому національному телеканалі» .[4]
- З 2011 по серпень 2012 р. була генеральною продюсеркою ділового телеканалу «UBC», згодом «Business».
- Починаючи з серпня 2012 р. — генеральна продюсерка дитячого телеканалу «ПЛЮСПЛЮС», який входить до медіа-холдингу «Група компаній 1+1».

## Продюсерськадіяльність
- 2011 — серпень 2012 р. — генеральна продюсерка ділового телеканалу «UBC», згодом «Business».
- Починаючи з серпня 2012 р. — генеральна продюсерка дитячого телеканалу «ПЛЮСПЛЮС», який входить до медіа-холдингу 1+1 Media.
- У 2013 році вийшла програма власного виробництва «ПЛЮСПЛЮС»  – «Казка з татом»[5]
- У 2014 успішно стартував мультсеріал власного виробництва каналу «ПЛЮСПЛЮС» — «Корисні підказки»[6]
- У 2014 стартував мультфільм власного виробництва каналу «ПЛЮСПЛЮС» — «Це — наше і це  – твоє»[7]
- У липні 2015 року очолила телеканал «Бігуді»
- У 2015 «ПЛЮСПЛЮС» став володарем  національної телевізійної премії «Телетріумф» у номінації «Програма для дітей» за програму «Казка з татом»[8]
- У 2015 «ПЛЮСПЛЮС» отримав премію Кабінету Міністрів України імені Лесі Українки за мультсеріал до проєкту «Це — наше і це  – твоє»[9]
- У 2015 «ПЛЮСПЛЮС» отримав нагороду конкурсу в сфері дизайну Ukrainian Design: The Best Of  у номінації TV/Promo&Film Motion Graphics, а також 3 нагороди у номінації TV Program — Visual Identity.
- У 2016 «ПЛЮСПЛЮС» вдруге отримав премію «Телетріумф» у номінації «Найкраща програма для дітей» за проєкт «Це — наше і це  – твоє». Очима дітей"[10]
- 2016 року мультфільм «Це — наше і це  – твоє» телеканалу «ПЛЮСПЛЮС» здобув «срібло» поважної маркетингової нагороди Effie Awards Ukraine 2016.
- У 2017 році канал ПЛЮСПЛЮС запускає навчально-розвиваючий проєкт — «Світ чекає на відкриття»[11]
- Починаючи з квітня 2018 обіймає посаду генерального продюсера нішевих каналів 1+1 media[12]
- З квітня 2018 Іванна Найда запустила власний анімаційний продакшн каналу «ПЛЮСПЛЮС»
- 2018 року телеканал «ПЛЮСПЛЮС» отримав премію «Телетріумф» у номінації «Розважальна програма для дітей та підлітків» за проєкт «Світ чекає на відкриття»[13]
- 2018 року «ПЛЮСПЛЮС» отримав нагороду Big data Awards та став лідером серед дитячих ТБ-каналів[14]
- 2018 року канал «ПЛЮСПЛЮС» виборов шість нагород конкурсу в сфері дизайну Ukrainian Design: The Very Best Of у таких номінаціях: Best of у C-1 TV Channel — Visual Identity із айдентикою каналу «ПЛЮСПЛЮС», а Best of у C-5 TV Program — Visual Identity канал отримав одразу п'ять відзнак за навчально-розвиваючий дитячий мультфільм «Світ чекає на відкриття»[15]
- У листопаді 2024 році очолила телеканал «Світ+».

## Відзнаки
- 1996 — у складі колективу програми «Післямови» перемога у номінації «Телевізійна програма року» на загальнонаціональному конкурсі «Людина року — 1996»
- 1997 — у складі колективу «Телевізійної служби новин» (ТСН) каналу «1+1» перемога у номінації «Телевізійна програма року» на загальнонаціональному конкурсі «Людина року — 1997»
- 2000 — у складі колективу програми новин «Репортер» на «Новому каналі» перемога в номінації «Найкраща інформаційна програма»: Національна телевізійна премія «Телетріумф»
- 2000 — лауреат професійного рейтингу «Лідери телерадіоринку України» журналу «Телерадіокур‘єр» в номінації «Особистість в телерадіоефірі».
- 2001 — у складі колективу програми «Репортер» на «Новому каналі» перемога на конкурсі засобів масової інформації «Золоте перо»
- 2010 — нагрудний знак «За сумлінну працю» — за зразкове виконання трудових обов'язків, тривалу бездоганну роботу в Національній телекомпанії України, високу професійну майстерність та з нагоди Дня незалежності України[16].
- 2011 — звання Заслужений журналіст України, указ Президента України № 641/2011 від 6.06.2011 р.